# Natação no Campeonato Mundial de Esportes Aquáticos de 2019 - 200 m costas feminino
A prova dos 200 metros costas feminino da natação no Campeonato Mundial de Esportes Aquáticos de 2019 ocorreu nos dias 26 de julho e 27 de julho, em Gwangju, na Coreia do Sul. 

## Recordes
Antes desta competição, os recordes mundiais e do campeonato nesta prova eram os seguintes:
| Tipo                  | Atleta         | Tempo   | Local     | Data                |
| --------------------- | -------------- | ------- | --------- | ------------------- |
|                       | Missy Franklin | 2:04.06 | Londres   | 3 de agosto de 2012 |
| Recorde do campeonato | Missy Franklin | 2:04.76 | Barcelona | 3 de agosto de 2013 |

Os seguintes novos recordes foram estabelecidos durante esta competição. 
| Data        | Prova     | Nadador     | Nacionalidade  | Tempo   | Recordes |
| ----------- | --------- | ----------- | -------------- | ------- | -------- |
| 26 de julho | Semifinal | Regan Smith | Estados Unidos | 2:03.35 | ,        |

## Medalhistas
| Ouro              | Prata                | Bronze            |
| Regan Smith (USA) | Kaylee McKeown (AUS) | Kylie Masse (CAN) |

## Cronograma
Todos os horários são locais (UTC+9). 
| Data        | Hora  | Evento        |
| ----------- | ----- | ------------- |
| 26 de julho | 10:23 | Eliminatórias |
| 26 de julho | 20:20 | Semifinal     |
| 27 de julho | 20:58 | Final         |

## Resultados

### Eliminatórias
Esses foram os resultados das eliminatórias. Foram realizadas no dia 26 de julho com início às 10:23. 
| Pos. | Bateria | Raia | Nadadora               | Nacionalidade      | Tempo   | Notas            |
| ---- | ------- | ---- | ---------------------- | ------------------ | ------- | ---------------- |
| 1    | 3       | 5    | Regan Smith            | Estados Unidos     | 2:06.01 | Q, WJR           |
| 2    | 4       | 3    | Katinka Hosszú         | Hungria            | 2:08.34 | Q                |
| 3    | 5       | 4    | Margherita Panziera    | Itália             | 2:08.51 | Q                |
| 4    | 5       | 5    | Kaylee McKeown         | Austrália          | 2:09.17 | Q                |
| 5    | 4       | 4    | Kylie Masse            | Canadá             | 2:09.18 | Q                |
| 6    | 5       | 3    | Minna Atherton         | Austrália          | 2:09.32 | Q                |
| 7    | 5       | 6    | Katalin Burián         | Hungria            | 2:09.70 | Q                |
| 8    | 5       | 1    | Ali Galyer             | Nova Zelândia      | 2:09.98 | Q                |
| 9    | 3       | 4    | Kathleen Baker         | Estados Unidos     | 2:10.08 | Q                |
| 10   | 4       | 1    | Tatiana Salcuțan       | Moldávia           | 2:10.29 | Q                |
| 11   | 4       | 2    | Anastasia Avdeeva      | Rússia             | 2:10.34 | Q                |
| 12   | 4       | 6    | Natsumi Sakai          | Japão              | 2:10.40 | Q                |
| 13   | 5       | 7    | África Zamorano        | Espanha            | 2:10.50 | Q                |
| 14   | 4       | 5    | Taylor Ruck            | Canadá             | 2:10.67 | Q                |
| 15   | 3       | 6    | Liu Yaxin              | China              | 2:10.72 | Q                |
| 16   | 3       | 7    | Jessica Fullalove      | Reino Unido        | 2:11.08 | Q                |
| 17   | 3       | 1    | Lena Grabowski         | Áustria            | 2:11.16 |                  |
| 17   | 4       | 0    | Gabriela Georgieva     | Bulgária           | 2:11.16 |                  |
| 19   | 3       | 8    | Simona Kubová          | Chéquia            | 2:11.29 |                  |
| 20   | 3       | 2    | Im Da-sol              | Coreia do Sul      | 2:11.33 |                  |
| 21   | 4       | 8    | Zuzanna Herasimowicz   | Polónia            | 2:11.57 |                  |
| 22   | 4       | 7    | Peng Xuwei             | China              | 2:12.41 |                  |
| 23   | 3       | 3    | Daria Ustinova         | Rússia             | 2:12.64 |                  |
| 24   | 5       | 9    | Ingeborg Løyning       | Noruega            | 2:13.25 | Recorde nacional |
| 25   | 2       | 5    | Maria Ugolkova         | Suíça              | 2:13.26 | Recorde nacional |
| 26   | 5       | 8    | Nathania van Niekerk   | África do Sul      | 2:13.37 |                  |
| 27   | 2       | 6    | Kristina Steina        | Letônia            | 2:14.00 | Recorde nacional |
| 28   | 5       | 0    | Ekaterina Avramova     | Turquia            | 2:14.15 |                  |
| 29   | 4       | 9    | Ugnė Mažutaitytė       | Lituânia           | 2:14.46 |                  |
| 30   | 2       | 2    | Felicity Passon        | Seicheles          | 2:14.60 |                  |
| 31   | 5       | 2    | Rio Shirai             | Japão              | 2:14.98 |                  |
| 32   | 3       | 0    | Aleksa Gold            | Estónia            | 2:15.24 |                  |
| 33   | 3       | 9    | Ana Herceg             | Croácia            | 2:16.29 |                  |
| 34   | 2       | 3    | Signhild Joensen       | Ilhas Feroé        | 2:17.30 |                  |
| 35   | 2       | 4    | Toto Wong              | Hong Kong          | 2:17.57 |                  |
| 36   | 2       | 7    | Elizaveta Rogozhnikova | Quirguistão        | 2:20.55 |                  |
| 37   | 1       | 4    | Mia Krstevska          | Macedônia do Norte | 2:23.13 |                  |
| 38   | 2       | 8    | Danielle Titus         | Barbados           | 2:25.13 |                  |
| 39   | 2       | 0    | Eda Zeqiri             | Kosovo             | 2:27.11 |                  |
| 40   | 1       | 5    | Claudia Verdino        | Mónaco             | 2:27.35 |                  |
| 41   | 2       | 1    | Camille Koenig         | Ilhas Maurícias    | 2:28.32 |                  |
| 42   | 1       | 3    | Idealy Tendrinavalona  | Madagáscar         | 2:29.80 |                  |

### Semifinal
Esses foram os resultados das semifinais. Foram realizadas no dia 26 de julho com início às 20:20 
Semifinal 1
| Pos. | Raia | Nadadora          | Nacionalidade | Tempo   | Notas |
| ---- | ---- | ----------------- | ------------- | ------- | ----- |
| 1    | 3    | Minna Atherton    | Austrália     | 2:07.38 | Q     |
| 2    | 4    | Katinka Hosszú    | Hungria       | 2:07.48 | Q     |
| 3    | 5    | Kaylee McKeown    | Austrália     | 2:08.19 | Q     |
| 4    | 1    | Taylor Ruck       | Canadá        | 2:08.42 | Q     |
| 5    | 7    | Natsumi Sakai     | Japão         | 2:10.11 |       |
| 6    | 6    | Ali Galyer        | Nova Zelândia | 2:10.19 |       |
| 7    | 2    | Tatiana Salcuțan  | Moldávia      | 2:10.82 |       |
| 8    | 8    | Jessica Fullalove | Reino Unido   | 2:11.12 |       |

Semifinal 2
| Pos. | Raia | Nadadora            | Nacionalidade  | Tempo   | Notas  |
| ---- | ---- | ------------------- | -------------- | ------- | ------ |
| 1    | 4    | Regan Smith         | Estados Unidos | 2:03.35 | Q, WJR |
| 2    | 3    | Kylie Masse         | Canadá         | 2:06.57 | Q      |
| 3    | 5    | Margherita Panziera | Itália         | 2:06.62 | Q      |
| 4    | 6    | Katalin Burián      | Hungria        | 2:09.40 | Q      |
| 5    | 2    | Kathleen Baker      | Estados Unidos | 2:09.68 |        |
| 6    | 7    | Anastasia Avdeeva   | Rússia         | 2:09.78 |        |
| 7    | 1    | África Zamorano     | Espanha        | 2:10.54 |        |
| 8    | 8    | Liu Yaxin           | China          | 2:12.93 |        |

### Final
A final foi realizada em 27 de julho às 20:58. 
| Pos.              | Raia | Nadadora            | Nacionalidade  | Tempo   | Notas |
| ----------------- | ---- | ------------------- | -------------- | ------- | ----- |
| Medalha de ouro   | 4    | Regan Smith         | Estados Unidos | 2:03.69 |       |
| Medalha de prata  | 5    | Kaylee McKeown      | Austrália      | 2:06.26 |       |
| Medalha de bronze | 7    | Kylie Masse         | Canadá         | 2:06.62 |       |
| 4                 | 3    | Margherita Panziera | Itália         | 2:06.67 |       |
| 5                 | 1    | Taylor Ruck         | Canadá         | 2:07.50 |       |
| 6                 | 6    | Minna Atherton      | Austrália      | 2:08.26 |       |
| 7                 | 8    | Katalin Burián      | Hungria        | 2:08.65 |       |
| 8                 | 2    | Katinka Hosszú      | Hungria        | 2:10.08 |       |

Legenda
| Recorde mundial       | Recorde mundial (World record)               |                       | Recorde africano                      | Recorde africano (African) |                                           | Q | Classificado por posição (Qualified) |
| Recorde do campeonato | Recorde do campeonato (Championship record)  | Recorde da América    | Recorde da América (Americas)         | q                          | Classificado por melhor tempo (Qualified) |   |                                      |
| Melhor marca do ano   | Melhor marca do ano (World leading)          | Recorde asiático      | Recorde asiático (Asian)              | DNS                        | Não largou (Did not start)                |   |                                      |
| Recorde nacional      | Recorde nacional (National record)           | Recorde europeu       | Recorde europeu (European)            | DNF                        | Não terminou (Did not finish)             |   |                                      |
| Recorde pessoal       | Recorde pessoal do atleta (Personal best)    | Recorde da Oceania    | Recorde da Oceania (Oceania)          | DSQ / DQ                   | Desclassificado (Disqualified)            |   |                                      |
| Recorde da temporada  | Recorde da temporada do atleta (Season best) | Recorde sul-americano | Recorde sul-americano (South America) | NM                         | Sem marca (No mark)                       |   |                                      |